# Muzaffer Ozdemir
Muzaffer Özdemir (nacido en 1955 en Gümüşhane ) es un actor y realizador turco. Obtuvo el premio de interpretación masculina  del festival de cine de Cannes en 2003, ex aequo con Mehmet Emin Toprak por su actuación en la película Uzak de Nuri Bilge Ceylan.

## Reconocimiento
- Mejor actor en Festival de Cannes (2003)